# Драга Живановић
Драга Живановић (20. мај 1957) српска је глумица. Позната је по улогама Давитељ против давитеља, Не тако давно и Шифра Деспот. Мајка је глумице Теодоре Ристовски и ташта Петра Ристовског. Добитница је награде Ловоров венац.

## Лични живот
Рођена је 20. маја 1957. године у Београду, нa Бaнoвoм брду. Живела је код баке, а родитељи су, као што каже, били далеко. Наводи да је била прилично усамљена и интровертна, јер није расла са њима. Први сусрет са сценом имала је са две и по године. У основној школи је свирала виолину. Похађала је драмске и рецитарске секције, са којом је једном освојила другу награду, летовање, али није била задовољна успехом. Жири је питао да ли има неко нешто да каже, Драга се јавила и изрецитовала Кадињачу, у трајању од четрдесет пет минута.
Дипломирала је, на Факултету драмских уметности, у класи Огњенке Милићевић. Године 1981. постала је стални члан драмског ансамбла позоришта Бошко Буха. Глумила је у више од две хиљаде представа. Води Малу драмску радионицу у Београду.

## Филмографија
| Год.    | Назив                   | Улога        |
| ------- | ----------------------- | ------------ |
| 1980-те |                         |              |
| 1984.   | Давитељ против давитеља | девојка      |
| 1984.   | Не тако давно           | (1 еп. 1984) |
| 2010-те |                         |              |
| 2018.   | Шифра Деспот            |              |

## Представе
| Представа             | Улога               |
| --------------------- | ------------------- |
| Meдеја                |                     |
| Стaринaрница          |                     |
| Нeмушти jeзик         |                     |
| Дивљи лaбудoви        |                     |
| Хoбит                 |                     |
| На слово на слово     | Мама Галафока, Коза |
| Још нам само але фале |                     |
| Снежна краљица        | Бакица              |
| Мала сирена           |                     |
| Пепељуга              | Тетка Јага          |
| Пепељуга              | Дух мајке           |
| Василиса прекрасна    | Ветар Развигорац    |